# Thuiaria alternans
Thuiaria alternans är en nässeldjursart som beskrevs av Nikolai Alexsandrovich Naumov 1952. Thuiaria alternans ingår i släktet Thuiaria och familjen Sertulariidae. Inga underarter finns listade i Catalogue of Life.